# Kamienna Góra (Pasmo Posłowickie)
 Kamienna Góra (321,5 m n.p.m.) – zalesione wzniesienie w Paśmie Posłowickim Gór Świętokrzyskich, położone na terenie Kielc. U jego północnych podnóży znajduje się rezerwat przyrody Biesak-Białogon.